# Weizenunverträglichkeit
Eine Nahrungsmittelunverträglichkeit des Getreides Weizen kann durch folgende Krankheitsbilder hervorgerufen werden:
- Zöliakie (entzündliche Reaktion der Darmschleimhaut auf das „Klebereiweiß“ Gluten)
- Gluten-Ataxie, neurodegenerative Autoimmunerkrankung charakterisiert durch Bewegungsstörungen
- Dermatitis herpetiformis Duhring, bläschenbildende Hauterkrankung mit Juckreiz
- Weizenallergie (IgE-vermittelte Lebensmittelallergie auf Weizen)
- Nicht-Zöliakie-Weizensensitivität (Ausschlussdiagnose)